# Esse quam videri

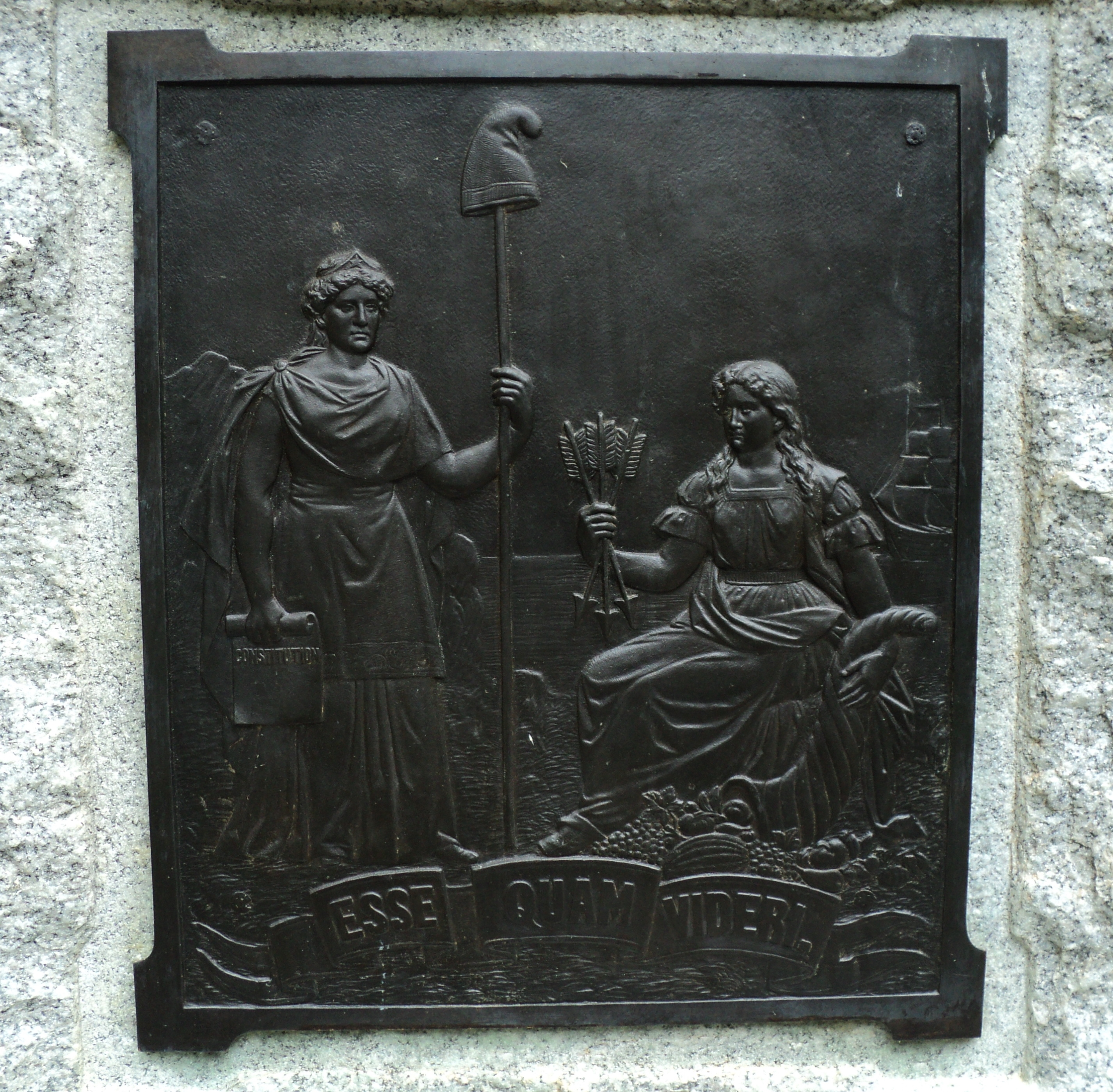
Placa del monumento a Joseph Winston en el Parque Militar Nacional de Guildford Court House. La placa lleva la inscripción en latín "esse quam videri".

Esse quam videri y sus variantes, incluyendo Magis esse quam videri oportet, es una locución latina que significa “más importa ser que parecer”. Por ejemplo, la variante Esse, non Videri es el lema oficial de la Familia Wallenberg. Esta locución latina indica que no debe fiarse todo a las apariencias de las cosas, sino que principalmente debe buscarse en ellas lo esencial y lo más importante.
Cicerón usa el término en el tratado laelius de amicitia, en el capítulo 98: Virtute enim ipsa non tam multi praediti esse quam videri volunt (Pues muchos no tanto quieren estar dotados de virtud como aparentarla).